# Kika (cantora)
Francisca Osório de Castro (Porto, 1997), conhecida pelo nome artístico Kika, é uma cantora portuguesa.

## Biografia
Apareceu no mundo da música no início de 2013 com o seu êxito "Guess It's Alright", produzido por RedOne, um dos nomes mais conhecidos no mundo da música, que esteve semanas a fio em número 1 no ITunes Portugal, e também no top nacional de AirPlay. Uns meses mais tarde, Kika lançou o seu álbum de estreia, Alive, que esteve também no top de Itunes. 
O seu projeto seguinte foi um dueto com John Mamann, um artista já estabelecido em França, chamado "Love Life". Tema este que singrou na rádio francesa, chegando ao top de AirPlay do País.

## Discografia
- Alive (2013)
- Love Letters (2017)